# Luka (riu)
Luka o Luba és un riu de Meghalaya, que neix al cantó sud-est de les muntanyes Jaintia al límit amb el districte de North Cachar Hills. Corre en direcció sud-est per les muntanyes Jaintia i rep diversos rierols, fins que desaigua al Surma, prop del poble i mercat de Mulaghul ja al districte de Sylhet a Bangladesh.